# 吴恕三
吴恕三（1920年—1981年），男，浙江嘉善人，中国热能动力工程专家，曾任黑龙江省机械工业局副局长兼总工程师。